# 黄祖洽
黄祖洽（1924年10月2日—2014年9月7日），男，湖南长沙人，中国理论物理和核物理学家。北京师范大学教授及低能核物理研究所名誉所长。曾任第二机械工业部第九研究院理论部副主任、北京第九研究所副所长，中国原子能研究所副所长，北京师范大学低能核物理研究所所长，《物理学报》主编。

## 生平
1948年毕业于清华大学，1950年于该校理论物理研究生毕业。两弹一星期間是中国唯一同时参加氢弹和原子弹研究的工作人员。1969年，黄祖洽被送到河南上蔡县的五七干校进行“改造”。在那里，他播种、收割、养猪、种菜，还干过建筑小工。而就在那段时间，他开始反思自己與社會工作的过去。“虽然尽力完成了应当完成的任务”，但在年轻人教育方面却大有問題。文革时期各大学的秩序被完全打乱，黄祖洽也在科研工作中日益察觉現在中国的人才断层问题很严重。1980年，核武器的研究工作基本已获突破，又赶上北京师范大学新建低能核物理研究所，需要人来承担教学工作，黄祖洽坚持要到大学里去，于是，核武大家转身成为一名大学教授。1980年当选为中国科学院学部委员。
2014年9月7日3时11分在北京逝世，享年90岁。

## 著作
- 《黄祖洽文存》，北京师范大学出版社 2002
- 《黄祖洽文集》，北京师范大学出版社 2004